# フローリン金貨

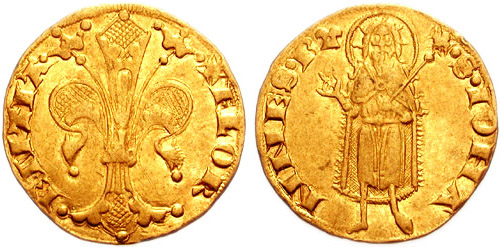
フローリン金貨(ポーランドにて発掘)

フローリン金貨（フローリンきんか、英語: florin）は、イタリアで1252年から1523年まで鋳造された金貨で、フィオリーノ金貨（イタリア語: fiorino d’oro）とも呼ばれる。品質がよくデザインや金属の標準含有量にほとんど変化がなく、その後の西欧各国の模範になった。

## 歴史
フィレンツェ共和国発行のフローリン金貨は7世紀から、ヨーロッパで初めて大量に鋳造されて経済で重要な役割を果たした。フィレンツェの銀行の多くはヨーロッパ中に支店を持つ国際的大企業だったので、フローリン金貨は西ヨーロッパにおける大規模な取引で優位に取引できる金貨として急速に浮上し、マルク単位(トロイ衡の8オンスや3分の2ポンドに等しい物理単位）の銀の延べ棒に取って代わるようになった。
14世紀には、150のヨーロッパの国家(および地域硬貨の発行局)が、フローリン金貨を模した硬貨を鋳造した。これらの硬貨のうち、最も重要なものはハンガリーのフォリント硬貨である。ハンガリー王国（より正確には、スロヴァキアとトランシルヴァニアの山脈）は、ヨーロッパでほとんど唯一の金の採掘地であったためである（16、17世紀に新世界が金を供給するようになるまで、ヨーロッパで使用される金のほとんどはアフリカ産だった）。

## 各国への波及
フィレンツェ共和国の元祖フローリン金貨には、片側に特徴的なフルール・ド・リスの街の紋章が、反対側には（フィレンツェの守護聖人である）ラクダの皮衣をまとったバプテスマのヨハネの正面立像がデザインされている。このデザインから、花の金貨（イタリア語: fiorino d’oro、ラテン語: florenus aureus）の呼び名が生まれ、後世の通貨単位フローリンに受け継がれた。
他の国々が発行したフローリン金貨では、最初に銘（フルール・ド・リスの周りの「Florentia」の文字と、反対側の聖人の名）が変えられ、次いで地域の紋章の意匠がフルール・ド・リスから多くは聖母マリアに置き換えられた。のちには通常、他の肖像が聖ヨハネと置き換えられた。ハンガリーのフォリントでは、聖ヨハネ像がハンガリーの守護聖人で初期のキリスト教信者の王ラースロー1世に、フローリン金貨では笏だったものが戦用斧に置き換えられた。その像はだんだんと堂々としたものになっていった。
フィレンツェ共和国のフローリン金貨の原物は1252年、1リラの計数貨幣の重さの基準に選択された

(i.e. a nominal pound of 240 inflated denari)。
しかし計数貨幣がインフレに傾いている時（例えば1500年まで1フローリン金貨は7フローリン・リラと等価であった）も、フローリン金貨の金の含有量は変わらなかった。他国の等価価値は絶えず変化し続けたため、フローリン金貨の有益性が認められて外国為替業務の場面で通貨の基準価値を決める貨幣とされた。14世紀の終わりまでに、フローリン金貨より合金基準を下げて軽量に鋳造された硬貨がドイツのいくつかの地方で発行され、これが「ライングルデン (Rheingulden)」として広くドイツ全般で使用された。15世紀には、ライングルデンは神聖ローマ帝国によって採用され、「帝国グルデン (Reichsgulden)」となった。